# Caio (presbítero)
Caio (em latim: Caius), dito Presbítero de Roma, foi um escritor cristão que viveu no início do século III , considerado um dos pais da igreja. Pouco se sabe sobre a sua história pessoal.  

## Citações
Eusébio de Cesareia o menciona várias vezes e afirma que ele realizou uma disputa com Proclo, um líder montanista, na época em que Zeferino era o papa (199-217). 

### "Diálogo contra omontanistaProclo"
Faz referência ao sepultamento de Pedro (no Vaticano) e de Paulo (na Via Ostiense).
Caio diz a Proclo: "E eu possa mostrar os troféus dos apóstolos. Porque se você optar por ir para o Vaticano ou a caminho de Ostia, você encontrará os troféus das pessoas que fundou esta igreja."
Segundo a Enciclopédia Catolica, "são provas valiosas da morte de São Pedro e Paulo em Roma, e à veneração pública dos seus restos em Roma, cerca do ano 200." Esta é aparentemente a menção mais antiga explicita da presença dos túmulos de São Pedro e Paulo em Roma.
Noutra parte deste texto, no trabalho de Hipólito "Contra Caium"   ali parece claro que Caius sustenta que o Apocalipse de São João foi um trabalho de Cerinto um gnóstico, o que justifica a rejeição na sua proposta canônica. Ainda refere-se a 13 escritos sobre o apóstolo Paulo, mas nenhum deles menciona os hebreus.

### "Contra a heresia deArtemon"
Neste texto Eusébio refere-se às informações sobre o anti-bispo Natálio, escritas por Caio.